# فرناندو ردوندو
فرناندو کارلوس ردوندو نری (به انگلیسی: Fernando Carlos Redondo Neri) (زاده‌ی ۶ ژوئن ۱۹۶۹) بازیکن بازنشسته‌ی آرژانتینی است که به مدت ۱۰ سال در لالیگا حضور داشت. وی سال‌ها عضو باشگاه فوتبال رئال مادرید بود و سرانجام با پیراهن تیم میلان فوتبال را ترک کرد.

## دوران باشگاهی
وی زادهٔ آدروخه در بوئنوس آیرس است ردوندو فوتبال خودش را در باشگاه آرژانتینوس جونیورز در سال ۱۹۸۵ شروع کرد و مدت ۵ سال در این تیم بازی کرد و سپس پس از رویدادی عجیب، راهی اسپانیا شد.
آرژانتینوس ناخواسته به علت فراموشی تمدید قرارداد بازیکنان در پایان فصل، به صورت‌گیری انتقال کمک کرد. در نتیجه‌ی این اشتباه، کل تیم آزاد شد. با بازگشت همه‌ی اعضای تیم خیال مدیریت باشگاه راحت شد؛ البته همه به جز یک نفر!  
فرناندو ردوندو مورد توجه خورخه سولاری – عموی سانتیاگو سولاری، وینگری که بعدها در رئال مادرید ستاره شد – و خود بازیکن و مربی‌ای معتبر بود، قرار گرفت. این سرمربی به‌تازگی سرمربی‌گری تیم لالیگایی تنریف را بر عهده گرفته‌بود. تنریف که سال پیش به‌سختی از سقوط جان سالم به در برده‌بود، مصمم بود تیمی بسازد که بتواند سهمیه‌ی رقابت‌های اروپایی را کسب کند. استعدادهای جوان امیدوارکننده‌ای چون آلبرت فرر به‌صورت قرضی به این تیم اضافه شدند و بازیکنانی گمنام‌تر مانند تاتا مارتینو نیز به تیم افزوده شده‌بودند. بااین‌حال، در واقع ورود هم‌وطن جوان سرمربی بود که تنریف را در مسیر موفق شدن قرار داد.  
ردوندو فوتبال خودش را در اسپانیا با تیم تنریفه که مربیگری آن را هموطنش خورخه سولاری بر عهده داشت شروع کرد. در طول مدت بازی وی در تنریفه، رئال مادرید ۲ بار عنوان قهرمانی را در آخرین بازی فصل که هر ۲ بار بین رئال مادرید و تنریفه انجام شد از دست داد و در هر دو مرتبه، عنوان قهرمانی را به بارسلونا داد.
در سال ۱۹۹۴ خورخه والدانو به رئال مادرید بازگشت اما این بار به عنوان مربی و چون وی از استعداد فرناندو ردوندو با خبر بود مقدمات انتقال ردوندو به رئال را فراهم کرد و ردوندو با مبلغ ۵ میلیون دلار به رئال مادرید پیوست.
او پس از طی سال‌های طلایی خود در باشگاه فوتبال رئال مادرید اسپانیا، راهی باشگاه آ.ث. میلان ایتالیا شد و در آن تیم نیز به هنرنمایی خود ادامه داد. بسیاری از کارشناسان، از دست دادن او را یکی از اشتباهات بزرگ مدیران باشگاه رئال مادرید در تاریخ نقل و انتقالات این باشگاه دانسته‌اند.

## زندگی شخصی
ردوندو در خانواده‌ای صنعت‌گر به دنیا آمد و از کودکی در شرایط مرفه پرورش یافت. فرناندو در سال‌های اولیه فعالیت حرفه‌ای خود به عنوان فوتبالیست، در دانشگاه به تحصیل حقوق پرداخت. 
وی با دخترخاله‌ی سانتیاگو سولاری ازدواج کرد و پسرانش، فدریکو و فرناندو جونیور، نیز در حوزه‌ی ورزش فعالیت می‌کنند.

## افتخارات

### رئال مادرید
- لالیگا: ۱۹۹۴-۱۹۹۵، ۱۹۹۶-۱۹۹۷
- لیگ قهرمانان اروپا: ۱۹۹۷-۱۹۹۸، ۱۹۹۹-۲۰۰۰
- جام باشگاه‌های جهان: ۱۹۹۸

### آث میلان
- سری آ: ۲۰۰۳-۲۰۰۴
- کوپا ایتالیا: ۲۰۰۲-۲۰۰۳
- لیگ قهرمانان اروپا: ۲۰۰۲-۲۰۰۳؛۲۰۰۶-۲۰۰۷

### آرژانتین
- کوپا آمریکا: ۱۹۹۳
- جام کنفدراسیون‌ها: ۱۹۹۲